# زيلفيج باجرماج
زيلفيج باجرماج (مواليد 2 أكتوبر 1997) لاعبة كرة قدم ألبانية.